# Legoland Billund
Legoland Billund – park rozrywki otwarty 7 czerwca 1968 roku w Billund, w Danii. Cechą charakterystyczną są stylizowane budowle, dzięki którym park przypomina zbudowane z klocków Lego miasteczko.

## Atrakcje

### Kolejki górskie

#### Istniejące
W roku 2025 w parku znajdowały się 4 czynne kolejki górskie:
| # | Nazwa          | Producent  | Data otwarcia    | Typ                     | Wysokość [m] | Prędkość [km/h] | Źródło |
| - | -------------- | ---------- | ---------------- | ----------------------- | ------------ | --------------- | ------ |
| 1 | Dragen         | Mack Rides | 1997             | stalowy powered coaster | ?            | ?               | [ 4 ]  |
| 2 | X-treme Racers | Mack Rides | 23 marca 2002    | stalowa rodzinna        | 15,8         | 56,3            | [ 5 ]  |
| 3 | Polar X-plorer | Zierer     | 29 kwietnia 2012 | stalowa rodzinna        | 19,0         | 65,0            | [ 6 ]  |
| 4 | Flying Eagle   | Zierer     | 24 marca 2018    | stalowa rodzinna        | 11,0         | 46,0            | [ 7 ]  |

#### W budowie
W roku 2025 park prowadził budowę 1 nowej kolejki górskiej:
| # | Nazwa | Producent | Data otwarcia | Typ     | Wysokość [m] | Prędkość [km/h] | Źródło |
| - | ----- | --------- | ------------- | ------- | ------------ | --------------- | ------ |
| 1 | ?     | ?         | 2026          | stalowa | ?            | ?               | [ 9 ]  |

#### Usunięte
Do roku 2025 z 5 wybudowanych w historii parku kolejek górskich jedna została usunięta:
| # | Nazwa       | Producent | Data otwarcia | Data zamknięcia  | Typ              | Wysokość [m] | Prędkość [km/h] | Źródło |
| - | ----------- | --------- | ------------- | ---------------- | ---------------- | ------------ | --------------- | ------ |
| 1 | Timber Ride | Zierer    | 1978          | 19 sierpnia 2013 | stalowa rodzinna | 3,3          | 26,0            | [ 11 ] |

### Inne
W parku ponadto znajdują się inne atrakcje, m.in. stadion drużyny FC København, pałac królewski, posąg Indianina, miniatury (np. Statua Wolności) i inne, związane zwłaszcza z tematyką duńską, a także karuzele i kina. Organizowane są także spektakle z udziałem aktorów.